# École nationale des ponts et chaussées
École nationale des ponts et chaussées (École des Ponts ParisTech, École des Ponts et Chaussées) là một trường kỹ thuật của Pháp.
Được thành lập vào năm 1747 bởi Daniel-Charles Trudaine với tên gọi "École royale des ponts et chaussées", để đào tạo các kỹ sư thi công cầu và đường, đây là một trong những trường đại học lâu đời nhất và uy tín nhất của Pháp. Ông được biết đến nhiều nhất với công việc đào tạo kỹ sư của mình.
Trường thường được gọi là "Ponts et Chaussées", "les Ponts" hoặc "École des Ponts ParisTech".

## Sinh viên tốt nghiệp nổi tiếng
- Henri Becquerel, một nhà vật lý người Pháp
- Fulgence Bienvenüe, một kỹ sư xây dựng người Pháp
- Augustin-Louis Cauchy, một nhà toán học người Pháp
- Louis Poinsot, nhà toán học người Pháp và nhà vật lý